# Quantum Break
Quantum Break is een third-person shooter game ontwikkeld door Remedy Entertainment. Quantum Break wordt uitgegeven door Microsoft Studios voor Xbox One en Windows-pc's en is beschikbaar vanaf 5 april 2016. In eerste instantie zou de Windows-versie uitsluitend beschikbaar zijn voor Windows 10 in de Microsoft Store. Deze versie kreeg veel kritiek vanwege technische beperkingen en onvolkomenheden. Daarom werd later een versie uitgebracht die ook geschikt is voor Windows 7 en hoger, en beschikbaar via Steam. De Steam-versie kreeg een aanmerkelijk betere waardering van de gebruikers dan de Microsoft Store-versie.

## Gameplay
De game wordt gespeeld uit een derde persoonsperspectief, gebruikmakend van dekking en tijdmanipulatiekrachten. De gameplay is verdeeld in aktes. Na een akte te hebben voltooid zal een episode van een serie met echte acteurs zich afspelen. In totaal zijn er vijf aktes en vier episodes. De gameplay bestaat uit het doorspelen van tijd waarbij de tijd afbreekt en zichzelf manifesteert met afwijkingen zoals haperingen en bevriezingen van tijd. Het doorspeelbare gedeelte van de game vertelt het verhaal van de protagonisten terwijl het seriegedeelte het verhaal van de antagonisten vertelt en achtergrond geeft aan bijpersonages. Keuzes die gemaakt worden in het gameplaygedeelte hebben invloed op het verloop van de serie.

## Verhaal
Quantum Break speelt zich af rond de fictieve North Eastern U.S. Riverport University waar een tijdreisexperiment verkeerd is gegaan. De gebeurtenis veroorzaakt niet alleen dat de tijd begint af te breken, maar ook dat twee hoofdrolspelers, Jack Joyce en Paul Serene, de kracht krijgen tijd te manipuleren.

### Rolverdeling
| Acteur            | Rol             |
| ----------------- | --------------- |
| Shawn Ashmore     | Jack Joyce      |
| Courtney Hope     | Beth Wilder     |
| Aidan Gillen      | Paul Serene     |
| Dominic Monaghan  | William Joyce   |
| Lance Reddick     | Martin Hatch    |
| Marshall Allman   | Charlie Wincott |
| Patrick Heusinger | Liam Burke      |
| Mimi Michaels     | Fiona Miller    |

## Ontvangst
| Geaggregeerde scores |                         |
| Aggregeerder         | Score                   |
| GameRankings         | (X1) 77,91% (pc) 69,25% |
| Metacritic           | (X1) 77/100 (pc) 66/100 |
| Reviews scores       |                         |
| Uitgave              | Score                   |
| InsideGamer          | 9,3/10                  |
| FOK!                 | 8,8/10                  |
| Power Unlimited      | 85/100                  |
| Tweakers             | 8,5/10                  |
| Gamer.nl             | 6,5/10                  |